# أمل بجاوي
أمل بجاوي (27 يوليو 1963)، هي مخرجة، كاتبة سيناريو، وثائقية ·  ومنتجة جزائرية.

## حياتها
قامت أمل البجاوي بدراسة السينما في جامعة نيويورك وتخرجت في عام 1985 من المعهد العالي للدراسات السينمائية، وشهادة الدراسات المعمقة من جامعة باريس الأولى في عام 1987.
عملت أمل بجاوي كمتدربة ومساعدة مخرج في العديد من الأفلام الروائية الطويلة مع آلان رينيه، بن ليوين، جيرارد أوري، نادين ترانتينيان وأريال زيتون، بالإضافة إلى عملها كمتدربة في صناعة الأفلام في فيلم فان غوخ لموريس بيالا في 1991.
كما عملت كمساعدة مخرج في المسرح مع بياتريس أوبلان.
عملت أمال بجاوي كمديرة إنتاج لأفلام قصيرة مختلفة، وللفيلم الطويل «ما كتبته» للمخرج والوثائقي الأسترالي جون هيوز (عرض في مهرجان برلين، 1996).
في عام 1995، فاز فيلمه «أطلق علي النار أيها الملاك» بجائزة البانوراما في مهرجان برلين السينمائي الدولي لعام 1996.
قامت بإخراج فيلم «ابن»، أول فيلم طويل لها وصدر في عام 2004.
هي ابنة وزير الدولة الجزائري محمد بجاوي.

## أعمالها
| السنة | الإسم                      | الإسم الأصلي       | النوع       | الممثلون                                               |
| ----- | -------------------------- | ------------------ | ----------- | ------------------------------------------------------ |
| 1993  | وجهة نظر منيعة             | Une vue imprenable | فيلم قصير   | آن ألفارو، لورا مورانتي                                |
| 1995  | أطلق علي النار أيها الملاك | Shoot me Angel     | فيلم قصير   | إيزابيل بيشو، بيجي نغو يانغا                           |
| 1999  | غرفة في زحل                | Suite saturnienne  | فيلم قصير   |                                                        |
| 2003  | ابن                        | Un Fils            | فيلم متوسط  | محمد هشام، حمو غراعي، أوريلين ريكوان، أوليفير رابوردين |
| 2012  | الحادثة                    | L'accident         | فيلم وثائقي |                                                        |
| 2012  | لا أحد يتحرك               | Si Rien Ne Bouge   | فيلم طويل   | جيرارد ديبارديو، ستانيسلا ميرار                        |
| 2012  | البحر السيئ                | Le Mal de Mer      | فيلم طويل   |                                                        |